# リオ・ファーディナンド
リオ・ギャヴィン・ファーディナンド（Rio Gavin Ferdinand OBE, 1978年11月7日 - ）は、イングランド・ロンドン出身の元サッカー選手、現サッカー解説者。現役時代のポジションはディフェンダー。元イングランド代表。

## 経歴

### 生い立ち

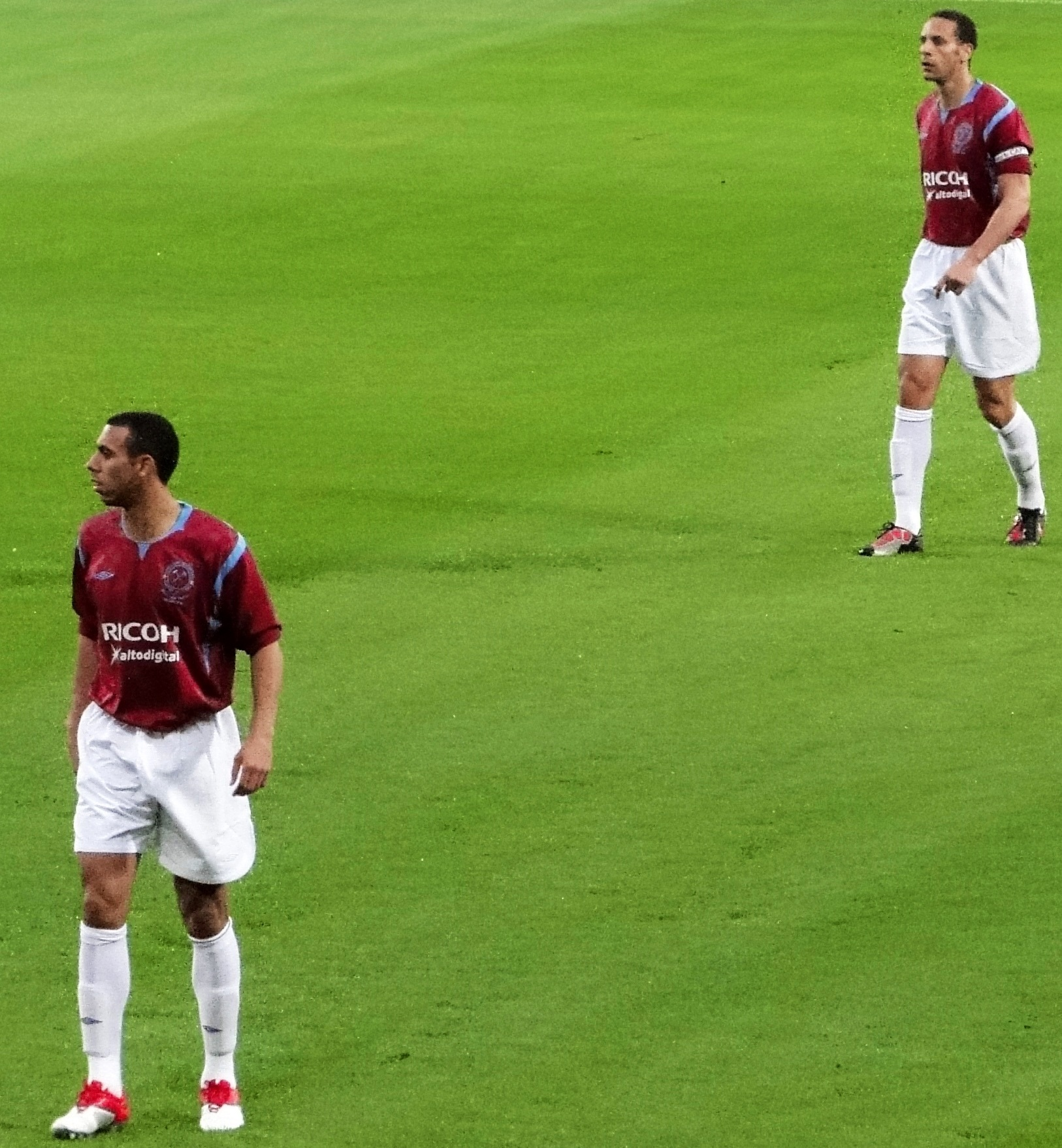
トニー・カーのテスティモニアル・マッチに出場したファーディナンド（左は実弟のアントン）

ロンドンの南東部に位置するキャンバーウェルでセントルシア人のテーラーの父とアイルランド人保育士の母の間に生まれる。その後、移民が多く住むペッカムに移り、そこで少年時代の大半を過ごす。
大家族であり、ファーディナンドの両親は共働きで家族を支えていた。両親は結婚しておらず、ファーディナンドが14歳の時に別れてしまった。しかし、父は母と別れた後も近くに住んでおり、子供たちを連れて公園でサッカーのトレーニングをしてくれたという。幼稚園では騒がしい子供で、当時はディエゴ・マラドーナとマイク・タイソンがヒーローであった。ファーディナンド自身は両親にまっすぐ教育されたが、出生地のペッカムはロンドンでも特に荒んだ、貧しい人々が住む地域として知られ、贅沢をせずに生きる事を学んだという。また暴力事件が頻繁に起きる地域であり、両親に近所のその様な人間とは絶対に関わってはいけないと教えられたという。小学校では算数が得意で、 演劇も大好きであり、学校劇の「ダウンタウン物語」に出演している。

### クラブ

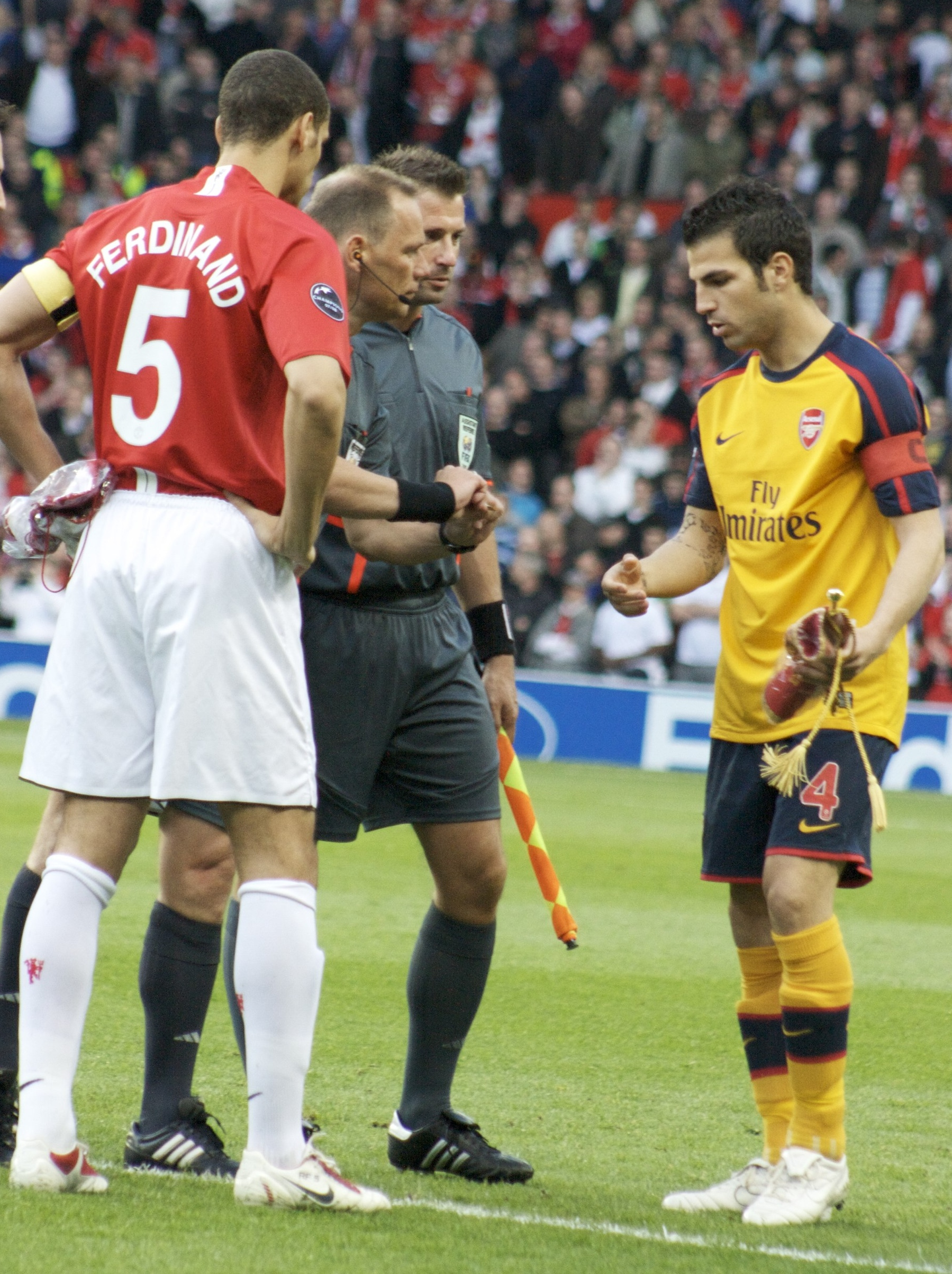
2008–09シーズンのUEFAチャンピオンズリーグにてキャプテンを務めた

1995年に17歳でウェストハム・ユナイテッド とプロ契約を結んだ。プレミアリーグ1995-96シーズン、5月5日のシェフィールド・ウェンズデイ戦で控えとして試合に初登録を果たし、1996-97シーズンの1月に初先発で出場すると以後レギュラーを獲得。期待の新鋭として注目を集めた。
2000年11月25日にリーズ・ユナイテッドに移籍金1,800万ポンド、当時の日本円にして約28億4,400万円で移籍した。
リーズでは大黒柱として大活躍していたが多大な負債を抱えていたリーズは主力を放出しなければならなくなり、日韓W杯期間中の7月22日に以前から取り沙汰されていたマンチェスター・ユナイテッドFCへの移籍が決まる。同年の5月頃に移籍金は2,910万ポンド、当時の日本円にして約55億円と報道されたが、最終的には7月12日に3,000万ポンド、64億2,500万円と積み上がり合意に至った。
2004年、ドーピング検査に出頭しなかった件で8ヶ月の重い出場停止処分を受けた。出場停止期間が明けてチームに復帰すると、再び不動のディフェンスリーダーとして活躍する。2007－08シーズンの二冠を含む数々のタイトル制覇に大きく貢献している。
背中、腰、ふぐらはぎと相次ぐ怪我に悩まされている時期があった。怪我が響き、2009-10シーズンの前半戦は公式戦6試合の出場に留まり本来のパフォーマンスが取り戻せずにいた。
そのため、タブロイド紙等を中心に「クラブ側は放出要員として考えており、本人も移籍を検討。獲得を目指しているのはレアル・マドリードらしい」等の根拠のない報道や噂がたびたび流された。しかしファーディナンドは、マンUのオフィシャルマガジン『インサイド・ユナイテッド』の独占インタビューで、「このチームで現役を終えたい。マンチェスター・ユナイテッドでキャリアを終えることはオレの夢だ。クラブの黄金期を築いた選手として、ファンの記憶に残りたい」と断言している。
2014年5月13日に2013-14シーズン限りでのマンチェスター・ユナイテッド退団を発表。7月17日にクイーンズ・パーク・レンジャーズFCに加入した。しかしチームは降格し、リオ本人も契約を延長することなく2014-15シーズンでの退団が決定。
2015年5月30日、現役引退を発表した。
現役引退後は、イギリスの衛星放送局「BT Sport」の解説者に転身。2017年9月にはブックメーカー運営企業「パディ・パワー・ベットフェア」の支援で第8代WBC世界スーパーミドル級王者リッチー・ウッドホールの指導の下、38歳でプロボクサーを目指すことを発表した。しかし英国ボクシング管理委員会から年齢を理由にプロライセンス申請を却下されたため、計画は頓挫した。

### 代表

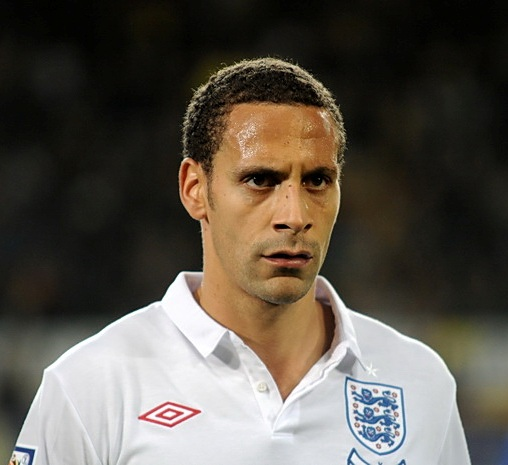
イングランド代表でのファーディナンド（2009年）

プロ契約時にU-17イングランド代表にも選出される。1997年11月15日にはA代表デビューも果たす。2002年には日韓W杯に出場。
2010年2月に代表主将であるジョン・テリーの不祥事（不倫疑惑）が発覚したため、テリーに代わって副将から主将に昇格。同年5月には2010 FIFAワールドカップイングランド代表に選出され主将に任命されたものの、大会直前の6月4日の練習で左膝の靭帯を損傷し離脱した。
2013年5月15日に代表引退を表明した。

## エピソード

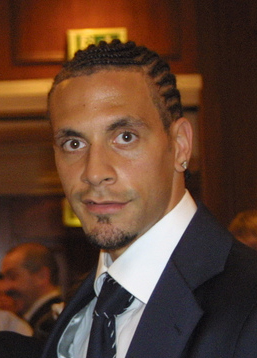
2004年

- スペイン系イングランド人で、母はイングランドとアイルランドの血を引く白人、父方からセントルシアの血を引く[11][12]。
- 同じくプロサッカー選手のアントン・ファーディナンドは実弟、元イングランド代表FWであったレス・ファーディナンドは従兄弟にあたる。
- ウエストハム時代のチームメイトであるフランク・ランパードとは親友。
- 子役俳優として舞台に出演したという経験があり、現在でも演技に強い興味を持つ（英国・ITVの特集より）。
- マラドーナの熱心な信奉者である。
- ピーター・クラウチなどイングランド人選手に対してドッキリ企画を仕掛けていることでも有名[13]。
- 本人は少年時代アンチ・マンユナイテッドで、マンUなんて大嫌いだと公言していた。だがリーズ・ユナイテッドからマンチェスター・ユナイテッドに移籍して以降、あの発言は間違いだったと改めている。ちなみに嫌いだった理由は強すぎたからとしている。逆に発言を否定した理由はマンUの素晴らしさを知らなさすぎたから、と釈明した。移籍後初の古巣との対戦では「リオって誰だ？」というフラッグがリーズ・ユナイテッドファンから掲げられ、試合後の握手ではハリー・キューウェルがファーディナンドとの握手を拒否した。
- 2001年に来日した際、直前に起きた大阪教育大学附属池田小学校での児童殺傷事件の事を耳にし、京都観光の予定を変更して一緒に来日したアラン・スミス(リーズ、マンUでのチームメイト)、自身の母と共に現場である同校を訪れ、校門前に献花をした。この話は、Numberに掲載され多くの人の知るところとなった。2002年W杯で来日した際と2008年12月にFIFAクラブワールドカップ出場のために来日した際にも同校に哀悼の意をささげ花束を贈っている。花束には「悲しく痛ましい事件を思い起こし、哀悼の意をささげ、献花したい。この花を飾ってください」というファーディナンドのメッセージが添えられていた。
- イングランドの移籍市場の最終日である2014年10月29日、ファーディナンドはTwitterで他のユーザーから「QPRは良いセンターバックが欲しいんじゃないかな」と、からかいのメッセージを受けて、このユーザーに「お前の母ちゃんはあばずれだ」と返した。イングランドサッカー協会は、このファーディナンドの発言を問題視し、3試合の出場停止処分と罰金2万5000ポンド（約435万円）を科した[14]。
- 妻のレベッカとの間に3児を儲けていたが2015年5月1日、妻が乳癌のため34歳で死去した[15][16]。妻が死去した後の苦悩する生活ぶりが、テレビドキュメンタリー「Rio Ferdinand: Being Mum and Dad」としてBBCで放送され、2018年の英国アカデミー（BAFTA）ベストドキュメンタリー賞を受賞。日本でも2020年、NHK BS世界のドキュメンタリーにて 「愛する妻をなくしたとき リオ・ファーディナンド」として放送された。
- 2017年から交際していた12歳年下のリアリティ番組のスターであるケイト・ライトと2019年に再婚した。

## 個人成績

### クラブ
2015年5月30日現在'
| クラブ                           | シーズン     | リーグ | リーグ | カップ | カップ | リーグカップ | リーグカップ | UEFA | UEFA   | その他 | その他 | 合計 | 合計   |
| クラブ                           | シーズン     | 出場   | ゴール | 出場   | ゴール | 出場         | ゴール       | 出場 | ゴール | 出場   | ゴール | 出場 | ゴール |
| -------------------------------- | ------------ | ------ | ------ | ------ | ------ | ------------ | ------------ | ---- | ------ | ------ | ------ | ---- | ------ |
| ウェストハム・ユナイテッド       | 1995-96      | 1      | 0      | 0      | 0      | 0            | 0            | –    | –      | –      | –      | 1    | 0      |
| ウェストハム・ユナイテッド       | 1996-97      | 15     | 2      | 1      | 0      | 1            | 0            | –    | –      | –      | –      | 17   | 2      |
| ボーンマス                       | 1996-97      | 10     | 0      | 0      | 0      | 0            | 0            | –    | –      | 1      | 0      | 11   | 0      |
| ウェストハム・ユナイテッド       | 1997-98      | 35     | 0      | 6      | 0      | 5            | 0            | –    | –      | –      | –      | 46   | 0      |
| ウェストハム・ユナイテッド       | 1998-99      | 31     | 0      | 1      | 0      | 1            | 0            | –    | –      | –      | –      | 33   | 0      |
| ウェストハム・ユナイテッド       | 1999-2000    | 33     | 0      | 1      | 0      | 4            | 0            | 3    | 0      | 6      | 0      | 46   | 0      |
| ウェストハム・ユナイテッド       | 2000-01      | 12     | 0      | 0      | 0      | 2            | 0            | –    | –      | –      | –      | 14   | 0      |
| ウェストハム・ユナイテッド       | 合計         | 127    | 2      | 9      | 0      | 13           | 0            | 3    | 0      | 6      | 0      | 158  | 2      |
| リーズ・ユナイテッド             | 2000-01      | 23     | 2      | 2      | 0      | 0            | 0            | 7    | 1      | –      | –      | 32   | 3      |
| リーズ・ユナイテッド             | 2001-02      | 31     | 0      | 1      | 0      | 2            | 0            | 7    | 0      | –      | –      | 41   | 0      |
| リーズ・ユナイテッド             | 合計         | 54     | 2      | 3      | 0      | 2            | 0            | 14   | 1      | 0      | 0      | 73   | 3      |
| マンチェスター・ユナイテッド     | 2002-03      | 28     | 0      | 3      | 0      | 4            | 0            | 11   | 0      | –      | –      | 46   | 0      |
| マンチェスター・ユナイテッド     | 2003-04      | 20     | 0      | 0      | 0      | 0            | 0            | 6    | 0      | 1      | 0      | 27   | 0      |
| マンチェスター・ユナイテッド     | 2004-05      | 31     | 0      | 5      | 0      | 1            | 0            | 5    | 0      | 0      | 0      | 42   | 0      |
| マンチェスター・ユナイテッド     | 2005-06      | 37     | 3      | 2      | 0      | 5            | 0            | 8    | 0      | –      | –      | 52   | 3      |
| マンチェスター・ユナイテッド     | 2006-07      | 33     | 1      | 7      | 0      | 0            | 0            | 9    | 0      | –      | –      | 49   | 1      |
| マンチェスター・ユナイテッド     | 2007-08      | 35     | 2      | 4      | 0      | 0            | 0            | 11   | 1      | 1      | 0      | 51   | 3      |
| マンチェスター・ユナイテッド     | 2008-09      | 24     | 0      | 3      | 0      | 1            | 0            | 11   | 0      | 4      | 0      | 43   | 0      |
| マンチェスター・ユナイテッド     | 2009-10      | 13     | 0      | 0      | 0      | 1            | 0            | 6    | 0      | 1      | 0      | 21   | 0      |
| マンチェスター・ユナイテッド     | 2010-11      | 19     | 0      | 2      | 0      | 1            | 0            | 7    | 0      | 0      | 0      | 29   | 0      |
| マンチェスター・ユナイテッド     | 2011-12      | 30     | 0      | 1      | 0      | 0            | 0            | 6    | 0      | 1      | 0      | 38   | 0      |
| マンチェスター・ユナイテッド     | 2012-13      | 28     | 1      | 2      | 0      | 0            | 0            | 4    | 0      | –      | –      | 34   | 1      |
| マンチェスター・ユナイテッド     | 2013-14      | 14     | 0      | 1      | 0      | 1            | 0            | 7    | 0      | 0      | 0      | 23   | 0      |
| マンチェスター・ユナイテッド     | 合計         | 312    | 7      | 30     | 0      | 14           | 0            | 91   | 1      | 8      | 0      | 455  | 8      |
| クイーンズ・パーク・レンジャーズ | 2014-15      | 11     | 0      | 1      | 0      | 0            | 0            | 0    | 0      | –      | –      | 12   | 0      |
| キャリア合計                     | キャリア合計 | 514    | 11     | 43     | 0      | 29           | 0            | 108  | 2      | 15     | 0      | 710  | 13     |

1. ↑  フットボールリーグトロフィー、FAコミュニティ・シールド、UEFAスーパーカップ、UEFAインタートトカップ、FIFAクラブワールドカップ

## 代表歴

### 出場大会
- イングランド代表
  - 1998 FIFAワールドカップ
  - 2002 FIFAワールドカップ
  - 2006 FIFAワールドカップ

### 試合数
- 国際Aマッチ 81試合 3得点（1997年-2011年）[18]

| イングランド代表 | 国際Aマッチ | 国際Aマッチ |
| 年               | 出場        | 得点        |
| ---------------- | ----------- | ----------- |
| 1997             | 1           | 0           |
| 1998             | 4           | 0           |
| 1999             | 3           | 0           |
| 2000             | 2           | 0           |
| 2001             | 9           | 0           |
| 2002             | 9           | 1           |
| 2003             | 5           | 0           |
| 2004             | 3           | 0           |
| 2005             | 8           | 0           |
| 2006             | 12          | 0           |
| 2007             | 8           | 1           |
| 2008             | 8           | 1           |
| 2009             | 4           | 0           |
| 2010             | 4           | 0           |
| 2011             | 1           | 0           |
| 通算             | 81          | 3           |

## タイトル

### クラブ
マンチェスター・ユナイテッドFC
- プレミアリーグ：6回 (2002-03, 2006-07, 2007-08, 2008-09, 2010-11, 2012-13)
- FAカップ：1回 (2003-04)
- フットボールリーグカップ：3回 (2005-06, 2008-09, 2009-10)
- FAコミュニティ・シールド：6回 (2003, 2007, 2008, 2010, 2011, 2013)
- UEFAチャンピオンズリーグ：1回 (2007-08)
- UEFAスーパーカップ：1回 (2009)
- FIFAクラブワールドカップ：1回 (2008)

### 個人
- ハマー・オブ・ザ・イヤー：1回 (1997-98)
- プレミアリーグ PFA年間ベストイレブン：6回 (2001-02, 2004-05, 2006-07, 2007-08, 2008-09, 2012-13)
- プレミアリーグ月間最優秀選手：1回 (2001年10月)
- ESM チーム・オブ・ザ・イヤー：1回 (2007-08)
- FIFPro World XI：1回 (2007-08)
- London Youth Games Hall of Fame：2010 inductee
- プレミアリーグ 20 シーズン アワード (1992–93 to 2011–12)
- Fantasy Teams of the 20 Seasons (Panel choice)
- プレミアリーグ殿堂 : 2023年[19]